# Mamoru Miyano
Mamoru Miyano (宫野真守, Miyano Mamoru, Saitama, Japão, 8 de junho de 1983) é um dublador, ator e cantor japonês. Ele é conhecido por seus papéis em Death Note, Steins;Gate, Mobile Suit Gundam 00, Durarara!!, Soul Eater, Wolf's Rain, Ouran High School Host Club, Ajin: Demi-Human, Fullmetal Alchemist: Brotherhood, Free!, Hunter x Hunter, Chihayafuru, Bungo Stray Dogs, Uta no Prince-sama, Zombie Land Saga, Fire Force e Pluto. Indicado ao prêmio de Melhor Ator Principal na primeira edição do Seiyu Awards por seu papel como Light Yagami em Death Note, ele venceu o prêmio na categoria em 2008, na segunda edição da premiação, por seus papéis como Setsuna F. Seiei em Mobile Suit Gundam 00 e Hakugen Rikuson em Kōtetsu Sangokushi. Naquele mesmo ano, ele venceu o prêmio de Melhor Dublador no Tokyo International Anime Fair. Seu single de estreia, "Kuon (久遠)", foi lançado em 2007 através da King Records. Em 2009, seu álbum de estreia, Break, foi lançado.

## Vida pessoal
Miyano nasceu na província de Saitama. Ingressou no Grupo de Teatro Himawari por influência de seu irmão mais velho, Shota, embora não frequentasse as aulas com frequência. Após ingressar no ensino médio, devido à incerteza em relação ao futuro, Miyano faltou às aulas de canto e dança. Enquanto fazia aulas de música, descobriu seu estilo musical por meio de produções de cantores como Chemistry e Exile. Em 2008, Miyano anunciou que era casado e que sua esposa estava grávida. Eles têm um filho. Em 21 de dezembro de 2023, Miyano divulgou um comunicado em seu site oficial anunciando seu divórcio.

## Filmografia
| Ano  | Trabalho                                                              | Papel                      | Notas                                      |
| ---- | --------------------------------------------------------------------- | -------------------------- | ------------------------------------------ |
| 1992 | Tokusou Exceedraft                                                    | Criança                    |                                            |
| 2002 | Kingdom Hearts                                                        | Riku                       | Jogo eletrônico                            |
| 2003 | Wolf's Rain                                                           | Kiba                       |                                            |
| 2004 | Gakuen Alice                                                          | Nodacchi                   |                                            |
| 2004 | Hit wo Nerae!                                                         | Naoto Oizumi               |                                            |
| 2004 | Wolf's Rain                                                           | Kiba                       | OVA                                        |
| 2004 | Yu-Gi-Oh! GX                                                          | Abidos, o Terceiro         |                                            |
| 2004 | Zipang                                                                | Katsutoshi Hayashibara     |                                            |
| 2004 | Kingdom Hearts: Chain of Memories                                     | Riku, réplica de Riku      | Jogo eletrônico                            |
| 2005 | Eureka Seven                                                          | Moondoggie                 |                                            |
| 2005 | Eyeshield 21                                                          | Haruto Sakuraba            |                                            |
| 2005 | Jinki:Extend                                                          | Kouse                      |                                            |
| 2005 | Fafner of the Azure                                                   | Ryō Masaoka                |                                            |
| 2005 | Suzuka                                                                | Kazuki Tsuda               |                                            |
| 2005 | Kingdom Hearts II                                                     | Riku                       | Jogo eletrônico                            |
| 2006 | Bakkyū Hit! Kurasshi Bīdaman                                          | Joe Fukairi                |                                            |
| 2006 | D.Gray-man                                                            | Chaoji Han                 |                                            |
| 2006 | Death Note                                                            | Light Yagami               | Ganhou prêmio "Melhor Dublador"            |
| 2006 | Mobile Suit Gundam SEED C.E. 73: Stargazer                            | Shams Couza                |                                            |
| 2006 | Ouran High School Host Club                                           | Tamaki Suou                |                                            |
| 2006 | Tokimeki Memorial Only Love                                           | Riku Aoba                  |                                            |
| 2007 | Big Windup!                                                           | Riō Nakazawa               |                                            |
| 2007 | Dragonaut: The Resonance                                              | Asim Jamar                 |                                            |
| 2007 | Dragon Shadow Spell                                                   | Kite Amane                 |                                            |
| 2007 | El Cazador                                                            | L.A.                       |                                            |
| 2007 | Kōtetsu Sangokushi                                                    | Rikuson Hakugen            | Vencedor do prêmio "Melhor Ator Principal" |
| 2007 | Mobile Suit Gundam 00                                                 | Setsuna F. Seiei           | Vencedor do prêmio "Melhor Dublador"       |
| 2007 | Kingdom Hearts Re:Chain of Memories                                   | Riku, réplica de Riku      | Jogo eletrônico                            |
| 2008 | Antique Bakery                                                        | Eiji Kanda                 |                                            |
| 2008 | Hakushaku to Yōsei                                                    | Ulysses                    |                                            |
| 2008 | Kurozuka                                                              | Kuro                       |                                            |
| 2008 | Kyo Kara Maoh!                                                        | Delchias von Wincott       |                                            |
| 2008 | Mobile Suit Gundam 00 Second Season                                   | Setsuna F. Seiei           | Melhor "Melhor Ator Principal"             |
| 2008 | Rental Magica                                                         | Fin Cruda                  |                                            |
| 2008 | Skip-Beat!                                                            | Shō Fuwa                   |                                            |
| 2008 | Soul Eater                                                            | Death the Kid              |                                            |
| 2008 | Tales of Vesperia                                                     | Flynn Scifo                | Jogo eletrônico                            |
| 2008 | Tsubasa Tokyo Revelations                                             | Kamui                      | OVA                                        |
| 2008 | Vampire Knight                                                        | Zero Kiryu, Ichiru Kiryu   |                                            |
| 2008 | Vampire Knight Guilty                                                 | Zero Kiryu, Ichiru Kiryu   |                                            |
| 2008 | World Destruction                                                     | Kyrie Illunis              | Jogo eletrônico, adaptação em anime        |
| 2008 | Lux Pain                                                              | Atsuki Saijo]              | Jogo eletrônico                            |
| 2009 | Kin'iro no Corda: Second Passo                                        | Aoi Kaji                   |                                            |
| 2009 | Inazuma Eleven                                                        | Shiro Fubuki/Atsuya Fubuki |                                            |
| 2009 | Sōten Kōro                                                            | Cao Cao                    |                                            |
| 2009 | Kingdom Hearts 358/2 Days                                             | Riku                       | Jogo eletrônico                            |
| 2009 | Fullmetal Alchemist: Brotherhood                                      | Ling Yao                   |                                            |
| 2009 | Tales of Vesperia: The First Strike                                   | Flynn Scifo                | Filme                                      |
| 2009 | Mega Monster Battle: Ultra Galaxy                                     | Ultraman Zero              | Filme                                      |
| 2009 | Steins;Gate                                                           | Rintarō Okabe              | Jogo eletrônico                            |
| 2009 | Jewelpet                                                              | Keigo Taitō                |                                            |
| 2010 | Uragiri wa Boku no Namae wo Shitteiru                                 | Shuusei Usui               |                                            |
| 2010 | Durarara!!                                                            | Masaomi Kida               |                                            |
| 2010 | Kingdom Hearts Birth by Sleep                                         | Riku                       |                                            |
| 2010 | Highschool of the Dead                                                | Hisashi Igō                |                                            |
| 2010 | Pokémon: Best Wishes!                                                 | Dent                       |                                            |
| 2010 | Mobile Suit Gundam 00 the Movie: Awakening of the Trailblazer         | Setsuna F. Seiei           | Filme                                      |
| 2010 | Ultraman Zero: The Revenge of Belial                                  | Ultraman Zero, Darklops    | Filme                                      |
| 2010 | Star Driver: Kagayaki no Takuto                                       | Takuto Tsunashi            |                                            |
| 2010 | Katekyo Hitman Reborn! DS Fate of Heat III: Yuki no Shugosha Raishuu! | Gelaro                     | Jogo eletrônico                            |
| 2010 | Karneval                                                              | Yogi                       | CD Drama                                   |
| 2011 | The Last Story                                                        | Elza                       | Video Game                                 |
| 2011 | Inazuma Eleven GO                                                     | Shirō Fubuki               |                                            |
| 2011 | Kimi ni Todoke 2nd Season                                             | Kento Miura                |                                            |
| 2011 | Dog Days                                                              | Cinque Izumi               |                                            |
| 2011 | Steins;Gate                                                           | Rintarō Okabe              |                                            |
| 2011 | Elsword                                                               | Raven                      |                                            |
| 2011 | Uta no Prince-sama                                                    | Tokiya Ichinose / Hayato   |                                            |
| 2011 | Chihayafuru                                                           | Taichi Mashima             |                                            |
| 2011 | Ben-To                                                                | Yū Kaneshiro               |                                            |
| 2011 | Phi Brain: Puzzle of God                                              | Bishop                     |                                            |
| 2011 | Senritsu no Stratus                                                   | Seishiro Kudan             | Jogo eletrônico                            |
| 2011 | Tekken: Blood Vengeance                                               | Shin Kamiya                | Filme                                      |
| 2011 | Fate/Prototype                                                        | Rider/Perseus              | OVA                                        |
| 2012 | Final Fantasy Versus XIII                                             | Ignis                      | Jogo eltrônico                             |
| 2012 | Kingdom Hearts 3D: Dream Drop Distance                                | Riku                       | Jogo eltrônico                             |
| 2012 | Ultraman Saga                                                         | Ultraman Zero              | Filme                                      |
| 2012 | Inu x Boku SS                                                         | Zange Natsume              |                                            |
| 2012 | Zetman                                                                | Kouga Amagi                |                                            |
| 2012 | Dog Days 2                                                            | Cinque Izumi               |                                            |
| 2012 | Hunter × Hunter                                                       | Chrollo Lucilfer           |                                            |
| 2012 | Natsuiro Kiseki                                                       | Takashi Sano               |                                            |
| 2012 | Saint Seiya Omega                                                     | Cygnus Hyōga               |                                            |
| 2012 | Wooser's Hand-to-Mouth Life                                           | Wooser                     |                                            |
| 2012 | 009 RE:CYBORG                                                         | Joe Shimamura              | Film                                       |
| 2012 | Yu-Gi-Oh! Zexal II                                                    | Daisuke Katagiri           |                                            |
| 2012 | K (anime)                                                             | Saruhiko Fushimi           |                                            |
| 2012 | Professor Layton vs. Ace Attorney                                     | Jeeken Barnrod             | Video Game                                 |
| 2013 | Steins;Gate: Fuka Ryōiki no Déjà vu                                   | Rintaro Okabe              | Film                                       |
| 2013 | Chihayafuru 2                                                         | Taichi Mashima             |                                            |
| 2013 | Uta no Prince-sama 2                                                  | Tokiya Ichinose / Hayato   |                                            |
| 2013 | Karneval (Anime)                                                      | Yogi                       |                                            |
| 2013 | Free!                                                                 | Matsuoka Rin               |                                            |
| 2013 | Mushibugyō!                                                           | Kotori Matsunohara         |                                            |
| 2014 | Nobunaga The Fool                                                     | Nobunaga Oda               |                                            |
| 2014 | Free! Eternal Summer                                                  | Matsuoka Rin               |                                            |
| 2014 | Tokyo Ghoul                                                           | Shu Tsukiyama              |                                            |
| 2014 | Kuroshitsuji: Book Of Circus                                          | Joker                      |                                            |
| 2014 | Mekakucity Actors                                                     | Kokonose Haruka            |                                            |
| 2014 | Nobunaga Concerto                                                     | Nabunaga Oda               |                                            |
| 2016 | Bungo Stray Dogs                                                      | Osamu Dazai                |                                            |
| 2018 | Zombieland Saga                                                       | Kōtarō Tatsumi             |                                            |

## Discografia

### Álbuns
- 2009: Break
- 2010: Wonder
- 2012: Fantasista
- 2014: New Order

### Singles
| Lançamento | Título           | Melhor posição nas paradas | Álbum      |
| Lançamento | Título           | Oricon                     | Álbum      |
| ---------- | ---------------- | -------------------------- | ---------- |
| 2007       | "Kuon"           | 47                         | Break      |
| 2008       | "Discovery"      | 24                         | Break      |
| 2008       | "...Kimi e"      | 18                         | Break      |
| 2009       | "JS"             | 24                         | Wonder     |
| 2009       | "Refrain"        | 22                         | Wonder     |
| 2010       | "Hikari, Hikaru" | 20                         | Fantasista |
| 2011       | "Orpheus"        | 10                         | Fantasista |
| 2011       | "Dream Fighter"  | 15                         | Fantasista |

#### Singlesde personagens
| Lançamento | Título | Melhor posição nas paradas | Álbum            |
| Lançamento | Título | Oricon                     | Álbum            |
| ---------- | --- | -------------------------- | ---------------- |
| 2006       | "Make my way" |                            | Single sem álbum |
| 2008       | "Soup/Hakosora" | 18                         | Single sem álbum |
| 2008       | "Soul Eater Character Song 3" ("Sore ga Bokura no Michishirube")                                                        |                            | Single sem álbum |
| 2009       | "Bara-iro Real Face" | 107                        | Single sem álbum |
| 2009       | "Uta no Prince-sama Audition Song 1" ("Hoshikuzu☆shall we dance")                                                       |                            | Single sem álbum |
| 2009       | "Theme of Ling Yao" ("Number Ou" and "Hikari Sasu Basho e")                                                             |                            | Single sem álbum |
| 2009       | "Uta no Prince-sama Audition Song 2" ("Believe☆My Voice")                                                               |                            | Single sem álbum |
| 2009       | "Inazuma Eleven Character Song"("Ice Road")                                                                             |                            | Single sem álbum |
| 2009       | "True Fortune Vol. 6" ("Infinity")                                                                                      |                            | Single sem álbum |
| 2011       | "Sacred Rider Xechs Dramatic Character CD" ("Nana-juu Okubun Ichi no Kanojo")                                           | 216                        | Single sem álbum |
| 2011       | "Uta no Prince-sama - Maji Love 1,000% - Idol Song Tokiya Ichinose" ("Nana-iro no Compass" and "My Little Little Girl") | 7                          | Single sem álbum |

♙
| 2013 | Free! Character song #3 - Rin Matsuoka "Break our balance" "Aqua gate" |  |